# Campionato tunisino di calcio
Il campionato tunisino di calcio è articolato in tre livelli: il massimo livello nazionale, lo Championnat de Ligue Professionelle 1, a cui prendono parte 16 squadre, la seconda divisione, lo Championnat de Ligue Professionelle 2, cui prendono parte 16 squadre, e lo Championnat de Ligue Professionelle 3, cui partecipano altre 42 squadre.

## Struttura
| Livello | Divisioni                                        |
| ------- | ------------------------------------------------ |
| 1       | Championnat de Ligue Professionelle 1 16 squadre |
| 2       | Championnat de Ligue Professionelle 2 16 squadre |
| 3       | Championnat de Ligue Professionelle 3 42 squadre |